# Thespis exposita
Thespis exposita är en bönsyrseart som beskrevs av Max Beier 1963. Thespis exposita ingår i släktet Thespis och familjen Thespidae. Inga underarter finns listade i Catalogue of Life.